# Adolf Hoffmeister
Pour les articles homonymes, voir Hoffmeister.
Adolf Hoffmeister, né le 15 août 1902 à Prague et mort le 24 juillet 1973  à Říčky v Orlických horách, est un artiste peintre, caricaturiste, illustrateur, scénographe, écrivain, dramaturge, traducteur, commentateur radio, enseignant, critique d'art, diplomate et voyageur tchécoslovaque.

## Biographie

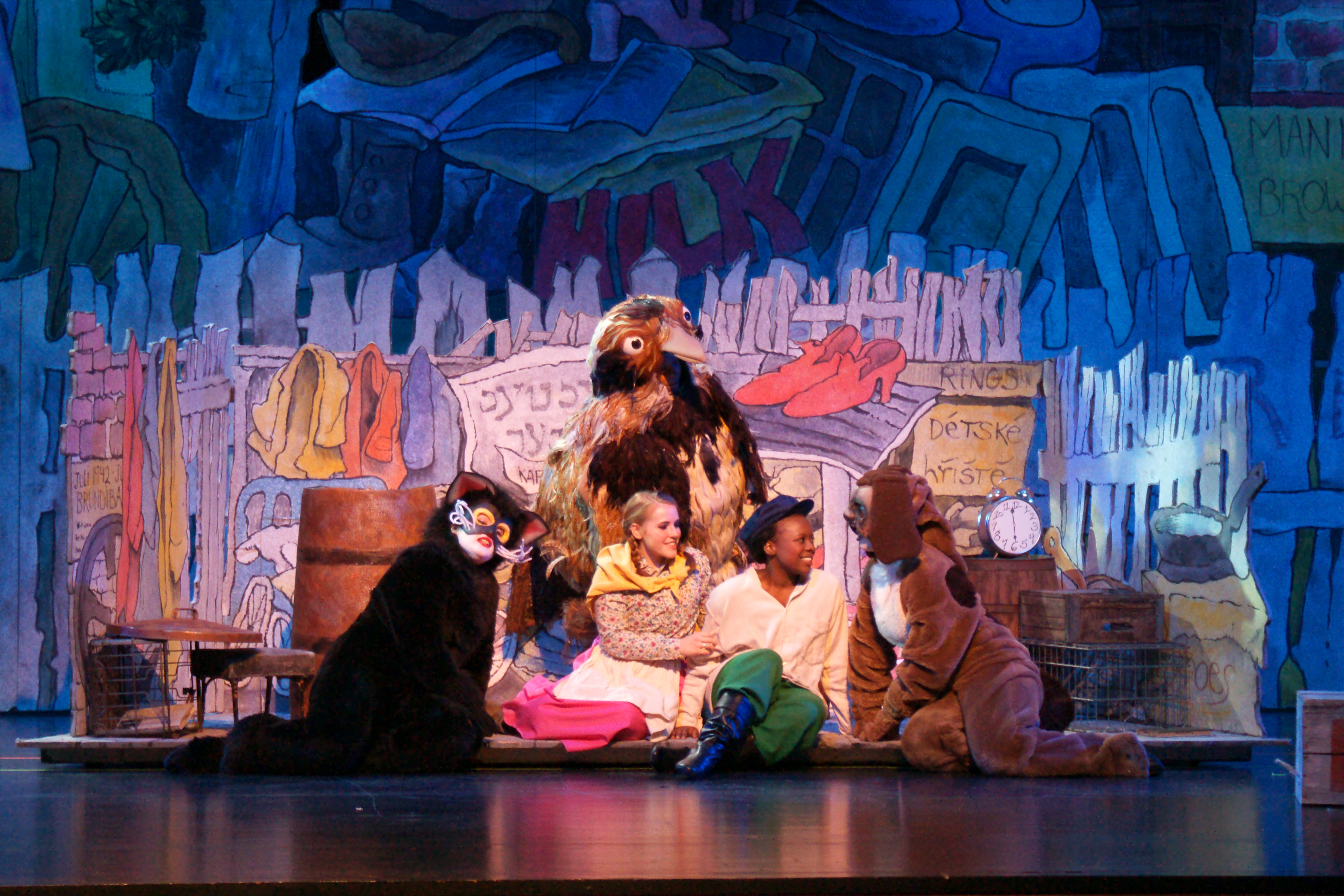
Brundibár, qui fut créé en 1943 au camp de Theresienstadt, représenté ici à l'Opera Theater of Pittsburgh en 2010.

En 1920, il est l’un des membres fondateurs du mouvement d'avant-garde Devětsil,
Après des études de droit à l'université Charles de Prague (il fut un avocat communiste convaincu) et des caricatures dans Simplicus, il rejoignit en 1927 le mouvement du Théâtre libéré avant de contribuer au Lidové Noviny (1928-1930) et au Pestrý týden, puis au Literární Noviny (1930-1932), son supplément littéraire.
En 1930, Adolf Hoffmeister présente à James Joyce la première traduction en tchèque de Ulysse

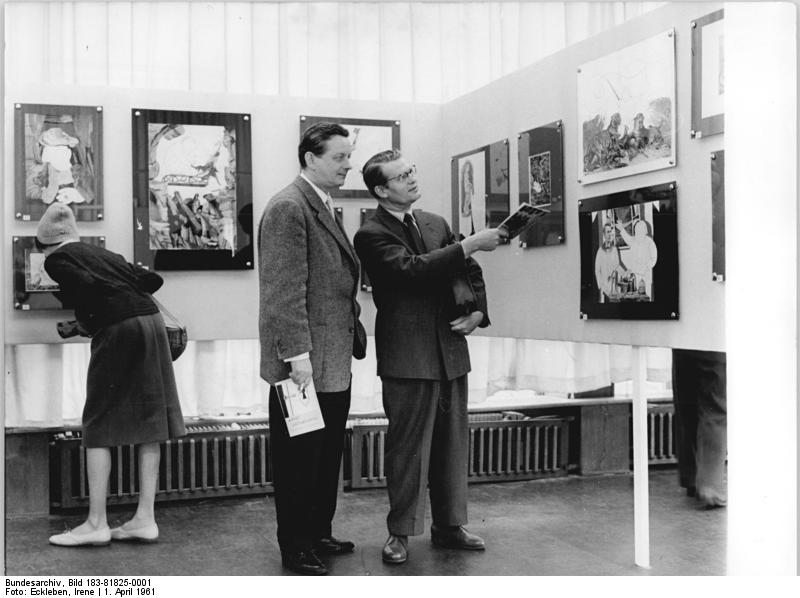
Exposition de caricatures d'Adolf Hoffmeister à Berlin en 1961.

En 1939, il part pour la France, où il avait déjà séjourné en 1922 et fait la rencontre de Ralph Soupault, Tristan Tzara, et Le Corbusier. Considéré comme un agent de l'URSS et ayant été « l’initiateur et le chef de file de la Maison de la culture tchécoslovaque, créée à Paris pendant l’été 1939 et qui devait servir justement de centre culturel, de résistance », il fut enfermé après le Pacte germano-soviétique à la prison de la Santé, puis au camp de Damigny. Via le Maroc, le Portugal puis Cuba, il parvient néanmoins à gagner les États-Unis où, avec Antonín Pelc (cs), il exposa au MoMA de New York.
De 1941 à 1945, il fut chef des émissions tchécoslovaques à La Voix de l'Amérique.
De 1948 à 1951, il fut l'ambassadeur de la Tchécoslovaquie à Paris après avoir occupé un poste au ministère de l'information. Mis ensuite à l'écart, il devient enseignant à l'École supérieure d’arts et métiers de Prague.
Son fils, Martin Hoffmeister, a ouvert un hôtel de prestige à Prague.

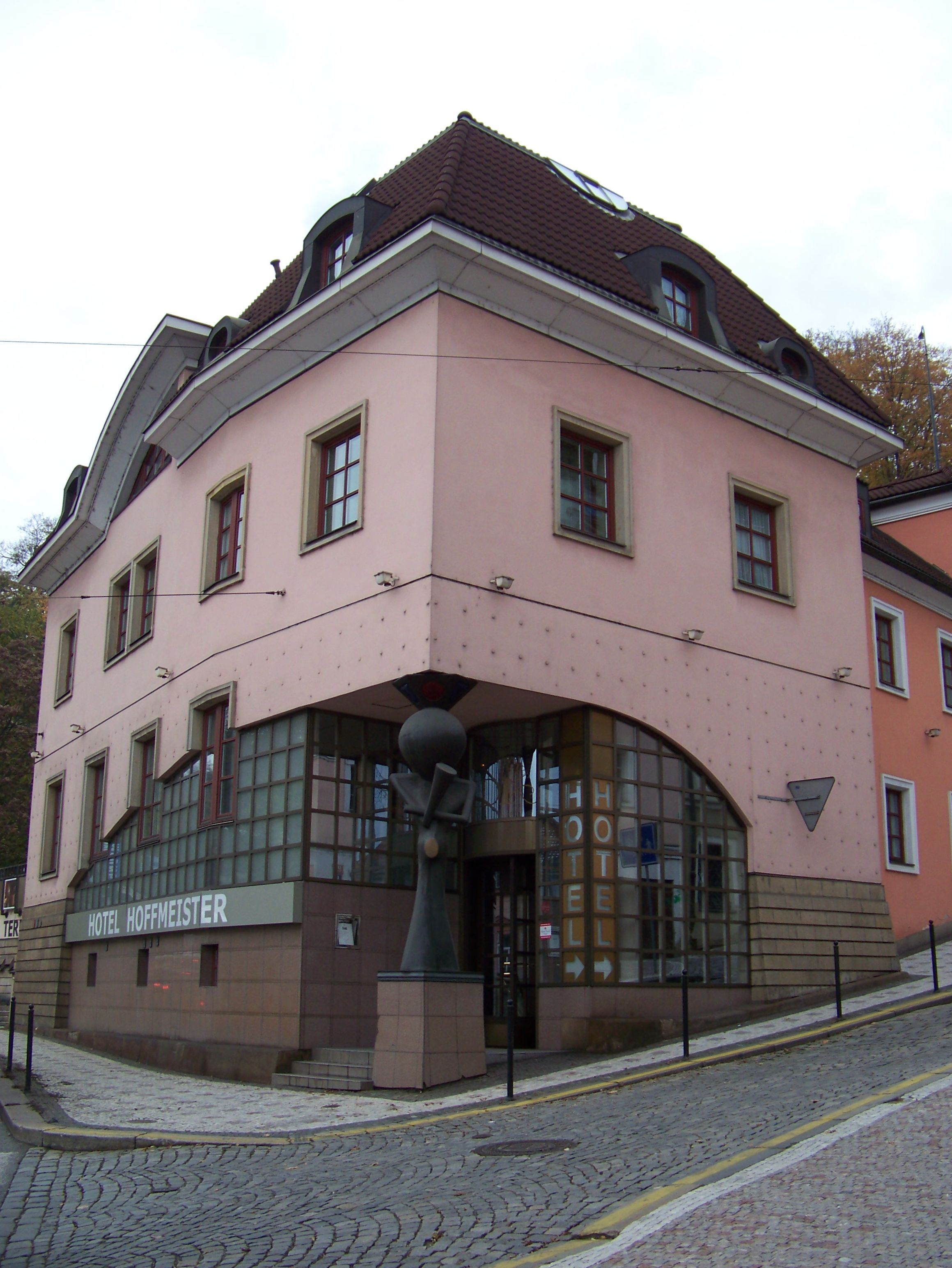
L'hôtel Hoffmeister de Prague a été fondé par le fils d'Adolf Hoffmeister.

Il fut lié à Staša Jílovská

## Œuvres
- 1934 Visages[13]
- 1938 Brundibár, opéra pour enfants écrit par Adolf Hoffmeister et le compositeur tchèque-allemand Hans Krása en 1938. Il fut interprété pour la première fois le 23 septembre 1943 par les enfants déportés du Camp de concentration de Theresienstadt, en Tchécoslovaquie occupée. En tchèque commun, "Brundibár" désigne un bourdon et dans cette pièce il s'agit d'un personnage de méchant, un joueur d'orgue de barbarie inspiré d'Adolf Hitler
- 1941 The Animals are in Cages (Touriste malgré soi[14])
- 1955 Sto let české karikatury, Prague, SNKLHU[15]
- 1958 Le Café Union (Kavárna Union), Prague, Nakladatelství československých výtvarných umelců[16]
- 1960 Publication de collages dans Les Lettres françaises[17]
- 1961 František Matoušek - Výstava k 60. narozeninám, catalogue, Galerie Václav Špála, texte d'Adolf Hoffmeister
- 1965 Nouvelles tchèques & slovaques, Seghers, préface d'Adolf Hoffmeister
- 1969 La Prison, Gallimard, EAN13 /  (ISBN 9782070270866)

## Citations
« Réfugié en France après l’occupation de la Tchécoslovaquie par les nazis, porté sur la liste noire de la Gestapo, j’ai été arrêté et mis en tôle à Paris pendant la drôle de guerre pour des opinions trop avancées et trop libres à cette époque de l’histoire. C’est à la prison de la Santé que j’ai écrit, pendant sept mois, en confinement solitaire, ce journal et ces dialogues de détenus. » 
— Avant-propos à La Prison

## Hommages
« Lorsqu'on les regarde pour la première fois (ils) surprennent par leur étrange cruauté. On n'imagine d'abord qu'ils représentent les hommes tels qu'ils devraient être, avec leurs tares, leurs vices, leurs verrues. Et puis, au second abord, on s'aperçoit qu'ils sont moins cruels que profonds. » Philippe Soupault, 1928
Avec ses collages, il renoue avec « cette imagination véritable de la nature qui invente le cactus, la tortue, l'escargot et les critiques d'art, dont je défie au grand jamais les peintres d'imagination de trouver les équivalents lunaires » Louis Aragon